# Лікар Айболить (мультфільм)
«Доктор Айболить» — радянськая мультиплікаційна гепталогія, створений українським режисером Давидом Черкаським.та редакторкою Мариною Буличевою на замовлення Державного комітету СРСР з телебачення та радіомовлення про доброго лікаря Айболить за мотивами творів Корнія Івановича Чуковського «Айболить», «Бармалей», «Доктор Айболить», «Тараканище», «Муха-Цокотуха», «Крадене сонце» i «Телефон»:

## Історія створення
Українські мультиплікатори поєднали анімацію з елементами живої зйомки, наприклад, дощу і диму. Спочатку мультфільм був зроблений як одна велика опера. Але потім «зверху» прийшла вказівка все переробити — прибрати оперу і дати текст віршами і речитативом.

## Короткий зміст
Добрий лікар на прізвище Айболить безкорисливо лікує звіряток. Злий розбійник Бармалей, ім'ям якого давно лякали дітей, сидить у в'язниці під охороною гіпопотамів. Друзі-пірати допомагають своєму ватажкові втекти. В цей час Варвара, сварлива сестра Айболита, йде від брата. Скоро волею випадку вона потрапляє на піратську шхуну. Прибувши до Африки, розбійники влаштовують для звірят трагікомічну оперу «Муха-Цокотуха» і роздають страшне частування, через яке звірята хворіють. Гіпопотам, який все бачив, дзвонить в Ленінград Айболиту.
Лікар з друзями — папугою Карудо, собакою Аввою та совою Бумбою — відправляються в дорогу. Тоді Бармалей наказує Крокодилу проковтнути сонце. Айболить, однак, запалює факел, прибуває до Африки і виліковує всіх звірів. Ведмідь викликає Крокодила на бій і рятує сонце. Розбійники ще деякий час намагаються залякати звірів Тарганищем, але його клює Горобець. Бармалей нарешті здається. Айболить і звірі вирішують помилувати лиходія й беруть його в далекий Ленінград. Перевиховані пірати та Варвара також їдуть з ними.

## Хронологія
- Фільм перший: Доктор Айболить та його звірі (1984) — 9 хв. 41 сек.
- Фільм другий: Бармалей та морські пірати (1984) — 9 хв. 46 сек.
- Фільм третій: Варвара — зла сестра Айболита (1984) — 9 хв. 35 сек.
- Фільм четвертий: Підступний план Бармалея (1985) — 9 хв. 59 сек.
- Фільм п'ятий: Айболить поспішає на допомогу (1985) - 9 хв. 51 сек.
- Фільм шостий: Крокодил і сонце (1985) — 9 хв. 36 сек.
- Фільм сьомий: Дякую, лікарю! (1985) — 9 хв. 59 сек.

## Ролі озвучували
- Зіновій Гердт — лікар Айболить
- Марія Миронова — Варвара
- Зоя Пильнова
- Людмила Ларіна
- Людмила Іванова
- Євген Паперний — Одноокий
- Георгій Кишко — Бармалей (2 і 4 серії), Гіпопотам (2 серія), розбійники (2, 4 і 6 серії), лікар Айболить (6-7 серія)
- Олександр Бурмистров — Ведмідь, Гіпопотам (4 серія)
- Семен Фарада — Бармалей (3, 5-7 серії), Тарганище, різні тварини
- Григорій Толчинський — розбійник (7 серія).
- Всеволод Абдулов — папуга Карудо, ансамблеві ролі
- Юрій Врублевський
- Віктор Андрієнко — Крокодил (5-6 серiï), «Одноокий» (7 серія)
- Сергій Юрський — лікар Айболить (3 серія)
- Олександр Бондаренко
- Володимир Врублевський
- Володимир Задніпровський
- Валерій Чигляєв — Орел, папуга Карудо

## Знімальна група
- Автори сценарію: Юхим Чеповецький, Давид Черкаський
- Режисер: Давид Черкаський
- Художник-постановщик: Радна Сахалтуєв
- Композитор: Георгій Фіртич
- Оператори: Олександр Мухін (серії 1-3); Борис Кривошей (серії 4-7)
- Звукооператор: Віктор Груздєв
- Художники-мультиплікатори: Олександр Лавров, Наталія Марченкова (1-3, 6, 7 серії), Наталія Зурабова, Станіслав Лещенко (1-5, 7 серії), Ігор Ковальов (1-3 серії), Олена Касавіна (4, 5, 7 серії), Сергій Гізіла (4, 5, 7 серії), Ілля Скорупський (4-7 серії), Андрій Карбовничий (5, 7 серії), Адольф Педан (5-7 серії), Михайло Титов (5-7 серії), Володимир Врублевський (5, 7 серії), Костянтин Баранов (6-7 серії), Сергій Кушнеров (6, 7 серії)
- Художники: Яків Петрушанський, Олена Перекладова, Світлана Фрішерман, Микола Сапожніков, Борис Волков, Людміла Бурланенко, Ігор Котков
- Асистенти: Раїса Лумельська, Тетяна Радовська, Ірина Сергєєва, Анатолій Опришко, Ольга Малова, Людмила Кучерова
- Режисер монтажу: Юна Срібницька
- Консультант: Валентин Берестов
- Редактор: Марина Буличева
- Директор картини: Людміла Силіванова